# Матвеенко, Антон Викторович
Анто́н Ви́кторович Матвее́нко (бел. Антон Віктаравіч Матвеенка; 28 апреля 1989, Гомель) — белорусский футболист, левый защитник и полузащитник. В своё время играл за различные сборные страны младших возрастов.

## Карьера
Воспитанник ФК «Гомель». Первый тренер — П. И. Ховханов. Начинал карьеру в родном «Гомеле» в 2006 году. Первое время выступал за дубль, а с 2008 года начал привлекаться в основную команду. Всего сыграл 30 матчей и забил один гол в высшей лиге Беларуси.
В 2012 году в качестве свободного агента перешёл в другую гомельскую команду «ДСК-Гомель». В 2013 году перешёл в ФК «Лида». В 2014 году числился в составе «Гомельжелдортранс», после чего завершил профессиональную карьеру.